# Willi Mernyi

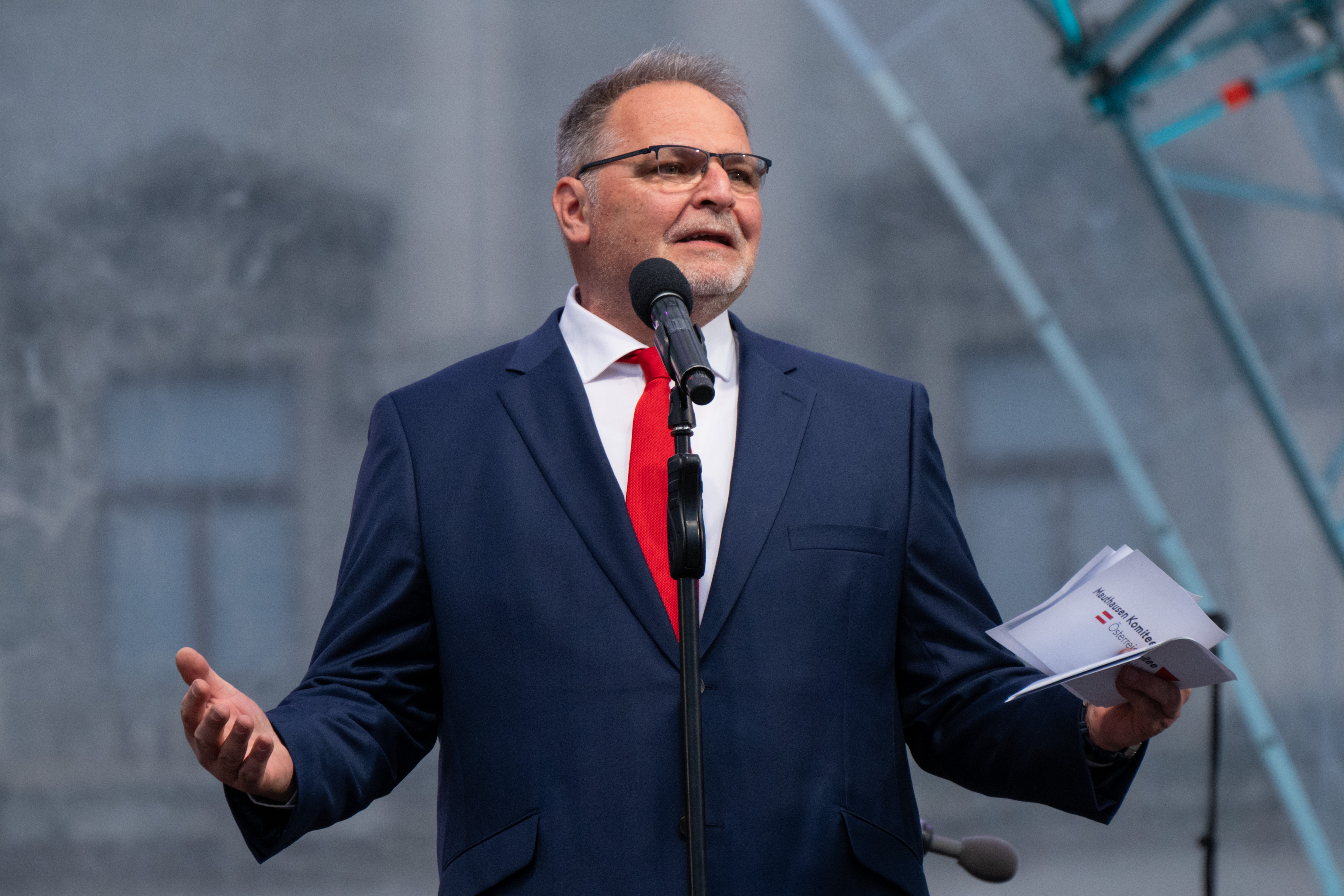
Willi Mernyi als Redner beim Fest der Freude 2025

Willi Mernyi (* 9. Mai 1968 in Wien) ist Bundesgeschäftsführer des ÖGB, Vorsitzender des Mauthausen Komitees Österreich und Mitglied im Publikumsrat des Österreichischen Rundfunks (ORF).

## Leben
Mernyi ist nach seiner Lehre zum Starkstrommonteur bei der Elin Union AG (ELIN) zum  Zentraljugendvertrauensrat (1985–1988) gewählt worden. Nach seinem Einstieg in den Bundesjugendvorstand (1991–2000) des ÖGB und einer Ausbildung im Bereich Kulturmanagement an der Universität Linz, wurde er 1993 Mitglied des ÖGB-Bundesvorstands. 1999 übernahm Mernyi die Leitung im Referat für Kampagnen, Projekte und Zielgruppen und wechselte 2011 als Leiter in das Referat für Organisation, Koordination und Service im ÖGB.
Seit 2012 ist Willi Mernyi Bundesgeschäftsführer der Fraktion Sozialdemokratischer GewerkschafterInnen. Mit 1. Juli 2019 wurde Willi Mernyi gemeinsam mit Ingrid Reischl am 25. Juni 2019 vom ÖGB-Bundesvorstand zum Leitenden Sekretär des ÖGB bestellt, seit dem 15. November 2023 ist er Bundesgeschäftsführer des ÖGB.

## Auszeichnungen
- Bundes-Ehrenzeichen 2009 durch Bundesministerin Claudia Schmied[3]
- Dr. Karl Renner-Preis der Stadt Wien 2013[4]
- Marietta und Friedrich Torberg-Medaille 2015
- Elfriede-Grünberg-Preis[5]

## Publikationen
- mit  Christa Bauer: UnSer? Amerika – austroamerikanische Blitzlichter im Zuge der US-Wahl. Mauthausen-Komitee Österreich, Wien 2008, ISBN 978-3-7035-1357-2.
- mit Michael Niedermair: Demagogen entzaubern. ÖGB Verlag, Wien 2010, ISBN 978-3-7035-1453-1.
- mit Michael Niedermair: Hetzer stoppen. ÖGB Verlag, Wien 2013, ISBN 978-3-7035-1628-3 (Audio-CD).
- mit Andreas Baumgartner und Christa Bauer: Nichts als alte Mauern? Die Mauthausen Guide Ausbildung. Band 2: Handbuch zur Vor- und Nachbereitung von Besuchen an KZ-Gedenkstätten. Mauthausen Komitee, Wien 2010, ISBN 978-3-902605-14-6.
- mit Florian Wenninger: Die Befreiung des KZ-Mauthausen: Berichte und Dokumente. ÖGB Verlag, Wien 2006, ISBN 3-7035-1111-7.
- mit Roman Hebenstreit und Michael Niedermair: Mit NLP zum politischen Erfolg. Das NLP-Handbuch für Betriebsräte, politisch Aktive und Engagierte. 5., akt. Auflage. ÖGB Verlag, Wien 2011, ISBN 978-3-7035-1500-2.
- Kampagnen und Aktionen erfolgreich organisieren. 2., akt. Auflage. ÖGB Verlag, Wien 2007, ISBN 978-3-7035-1306-0.
- Handbuch Planspiele. Verlag des Österreichischen Gewerkschaftsbundes. ÖGB Verlag, Wien 2005, ISBN 3-7035-1084-6.
- mit Christa Bauer: Rechtsextrem: Symbole. Codes. Musik. Gesetze. Organisationen. 3. Auflage. ÖGB Verlag, Wien 2010, ISBN 978-3-7035-1446-3.